# 5573 (année hébraïque)
5573 (hébreu : ה'תקע"ג , abbr. : תקע"ג) est une année hébraïque qui a commencé à la veille au soir du 7 septembre 1812 et s'est finie le 24 septembre 1813. Cette année a compté 383 jours. Ce fut une année embolismique dans le cycle métonique, avec deux mois de Adar - Adar I et Adar II. Ce fut la première année depuis la dernière année de chemitta.
L'an 5573 a marqué le début d'une nouvelle période de vingt-huit ans du cycle solaire hébraïque, célébrée par une bénédiction juive particulière, la Birkat Ha'Hamah (bénédiction du soleil) prononcée le mercredi 7 Nissan 5573 - 7 avril 1813.

## Calendrier
Ce calendrier hébraïque de l'année 5573 donne les correspondances avec les dates du calendrier grégorien.
Le premier nombre dans chaque case correspond au jour du mois hébraïque. Les jours en couleurs sont des jours remarquables juifs .
| ◄◄ | 5573 | ►► |

## Décès
- Mayer Amschel Rothschild
- Shneur Zalman de Liozna

5568 - 5569 - 5570 - 5571 - 5572 - 5573 - 5574 - 5575 - 5576 - 5577 - 5578